# اريج محسن درويش
أريج محسن حيدر درويش الزعابي (بالإنجليزية: Areej Mohsin Haider Darwish Al-Zaabi؛ مواليد 18 أكتوبر 1971) هي رائدة أعمال عمانية ناجحة وشخصية مؤثرة في العالم العربي، أُدرجت ضمن قائمة أقوى سيدات الأعمال في الشرق الأوسط لعام 2021، وكذلك في تصنيف فوربس لسيدات الأعمال الأكثر تأثيرًا في الوطن العربي لعام 2021. كما أدرجت في قائمة أقوى 100 سيدة أعمال في الشرق الأوسط لعام 2023.

## سيرتها الذاتية

### النشأة والتعليم
ولدت أريج في مسقط عمان عام 1971 وتخرجت من جامعة السلطان قابوس بدرجة البكالوريوس في علوم الحاسب الآلي. كما حصلت أريج على درجة الدكتوراه المهنية في القيادة والإدارة العالمية من الجامعة الأوروبية الدولية بباريس، فرنسا في 2020. تنحدر أريج من عائلة ذات تاريخ طويل في مجال الأعمال، فهي ابنة رجل الأعمال العُماني محسن حيدر درويش مالك شركة محسن حيدر درويش ش.م.م؛ وهي مجموعة تجارية في الشرق الأوسط، أُدرجت ضمن تصنيف فوربس لأبرز 100 شركة عائلية عربية في الشرق الأوسط عام 2020.

## المسيرة المهنية
تُعتبر أريج من الأعلام العربية للأعمال في سلطنة عُمان. حيث تقلدت العديد من المناصب مثل رئيسة مجموعة السيارات ومعدات البناء والطاقة المتجددة (ACERE) لدى شركة محسن حيدر درويش ش.م.م (MHD LLC). كما تترأس المنتدى العُماني للأعمال، وهو منتدى مهني يختص بتسهيل المناقشات بين القطاع العام والخاص. كما أنها عضو في مجلس إدارة جمعية دار العطاء الخيرية، وشركة الدقم المتحدة للخدمات اللوجستية وكذلك جامعة مسقط. إنها أيضًا عضو ضمن الهيئة القيادية لليونيسف ولعبت دورًا مؤثرًا خلال برنامج التنمية Upshift الذي قدمته منظمة اليونيسف في عُمان.

## الإنجازات والجوائز
- منحتها الجامعة الأوروبية الدولية بباريس درجة الدكتوراه المهنية في القيادة والإدارة العالمية.

- مصنفة ضمن قائمة الشخصيات العربيّة المؤثرة لعام 2021 وعام 2023.

- جائزة امرأة العام 2021[3]

- جائزة القيادة 2021 [4]

- جائزة ستيفي الشرق الأوسط وشمال أفريقيا 2021 [5]

- الجائزة الذهبية لامرأة العام من ستيفي للشرق الأوسط وشمال إفريقيا 2021. [6]

- جائزة المرأة الأكثر إلهامًا لعام 2021 [7]

- مصنفة ضمن قائمة أقوى سيدات الأعمال والأكثر تأثيرًا في الشرق الأوسط لعام 2021.[17]

- عضو ضمن الهيئة القيادية لليونيسف.[18]

- عضو في مجلس إدارة جامعة مسقط.[19]